# 장화, 홍련
《장화, 홍련》(한국 한자: 薔花, 紅蓮, 영어: A Tale of Two Sisters)은 전래동화 장화홍련전을 바탕으로 제작한 김지운 감독의 공포 영화다. 김지운 감독은 이 영화를 통해 충무로의 주축으로 떠오르게 되었고, 2001년에 데뷔하여 신인이나 다름없던 임수정 배우와 가을동화로 주목받기 시작한 문근영 배우에게 인기를 안겨준 작품이다. 또한 염정아 배우는 이 작품을 계기로 새로운 이미지를 가지게 된다.
봉준호 감독의 《살인의 추억》, 박찬욱 감독의 《올드보이》 등과 함께 2003년 당시 극장가를 뒤흔들던 작품이자 한국 영화계 세대 교체의 신호탄을 쏘아올린 작품이라는 호평도 받는다.

## 캐스팅
- 임수정: 수미 역
- 문근영: 수연 역
- 염정아: 은주 역
- 김갑수: 무현 역
- 박미현: 수미·수연 모친 역
- 우기홍: 선규 역
- 이승비: 미희 역
- 이대연: 의사 역
- 노승진: 황원장 역
- 송인혁: 장 씨 역
- 이영실: 아줌마 역
- 원애리: 장롱 귀신, 간호사 1 역
- 김성영: 간호사 2 역
- 김송이: 어린 수미 역
- 김태옥: 고등학생 역
- 박서인: 어린 수인 역
- 박은미: 수인, 수미·수연 모친 스턴트 역
- 추현경: 수인, 수미·수연 모친 스턴트 역

## 평가
Restrained but disturbing, A Tale of Two Sisters is a creepily effective, if at times confusing, horror movie.
절제된 연출 속에서도 섬뜩함을 주는 영화 《장화, 홍련》은, 다소 혼란스럽지만 매우 강력한 공포를 선사한다.

로튼 토마토 총평

알 포인트, 여고괴담, 곡성 등과 함께 대한민국 최고의 공포 영화 중 하나로 손꼽히는 명작이다. 참고로 언급된 영화 전부 귀신이 화면에서 갑자기 나오는 점프 스케어만 잘 쓰면 된다는 기존 공포 영화의 상식을 부쉈다는 점이다. 귀신이 중점이 아닌데도 보는 사람의 긴장감을 조성하는 특유의 분위기가 일품이다.
장화, 홍련은 이를 영상미, 미장센, 등장인물 간 심리적 압박감으로 풀었다. 또한 김지운 감독 특유의 영상미와 이병우 음향감독의 OST는 많은 사람들의 호평을 받았다.

### 평론가 평
마음의 감옥에 갇힌, 한 소녀 이야기
-김봉석(씨네21) | ★★★☆

가정 내 여성의 공포의 근원에 대한 피상적인 해석
-김소희(씨네21) | ★★☆

`약 먹은 가족`의 식스 센스? 우리도 그들처럼 헷갈린다
-박평식(씨네21) | ★★★

## 흥행
서울 1,017,027명, 전국 3,146,217명의 관객을 동원하여 흥행에도 크게 성공하여 임수정, 문근영, 염정아 배우의 이름을 널리 알리는 계기가 되었다. 특히 영화 개봉 당시에 신인이나 다름없던 임수정 배우는 이 작품을 기점으로 그녀의 연기 인생에 터닝 포인트가 되었다.
개봉 11일 차에는 전국 관객 수가 200만 명을 넘어섰다. 이는 실미도 개봉 전 2003년 최고 흥행작이었던 살인의 추억을 앞지르는 흥행 속도다.

## 명대사
너... 지금 이순간 후회하게 될지도 몰라. 명심해.
-은주의 대사

## 리메이크
영화의 흥행 성공을 바탕으로 미국의 영화 제작사 드림웍스에서 제작한 리메이크 영화다.

## 같이 보기
- 한국의 공포 영화